# البتیناح، یمن
ال بتیناه، یمن یک منطقهٔ مسکونی در یمن است که در استان حضرموت واقع شده‌است.